# Захаровский сельсовет (Красноярский край)
Захаровский сельсовет - сельское поселение в Казачинском районе Красноярского края.
Административный центр - село Захаровка.

## Население
| 2010 | 2012 | 2013 | 2014 | 2015 | 2016 | 2017 |
| ---- | ---- | ---- | ---- | ---- | ---- | ---- |
| 77   | ↘73  | ↘68  | ↘63  | ↘59  | ↘57  | →57  |

## Состав сельского поселения
В состав сельского поселения входит один населённый пункт — село Захаровка.

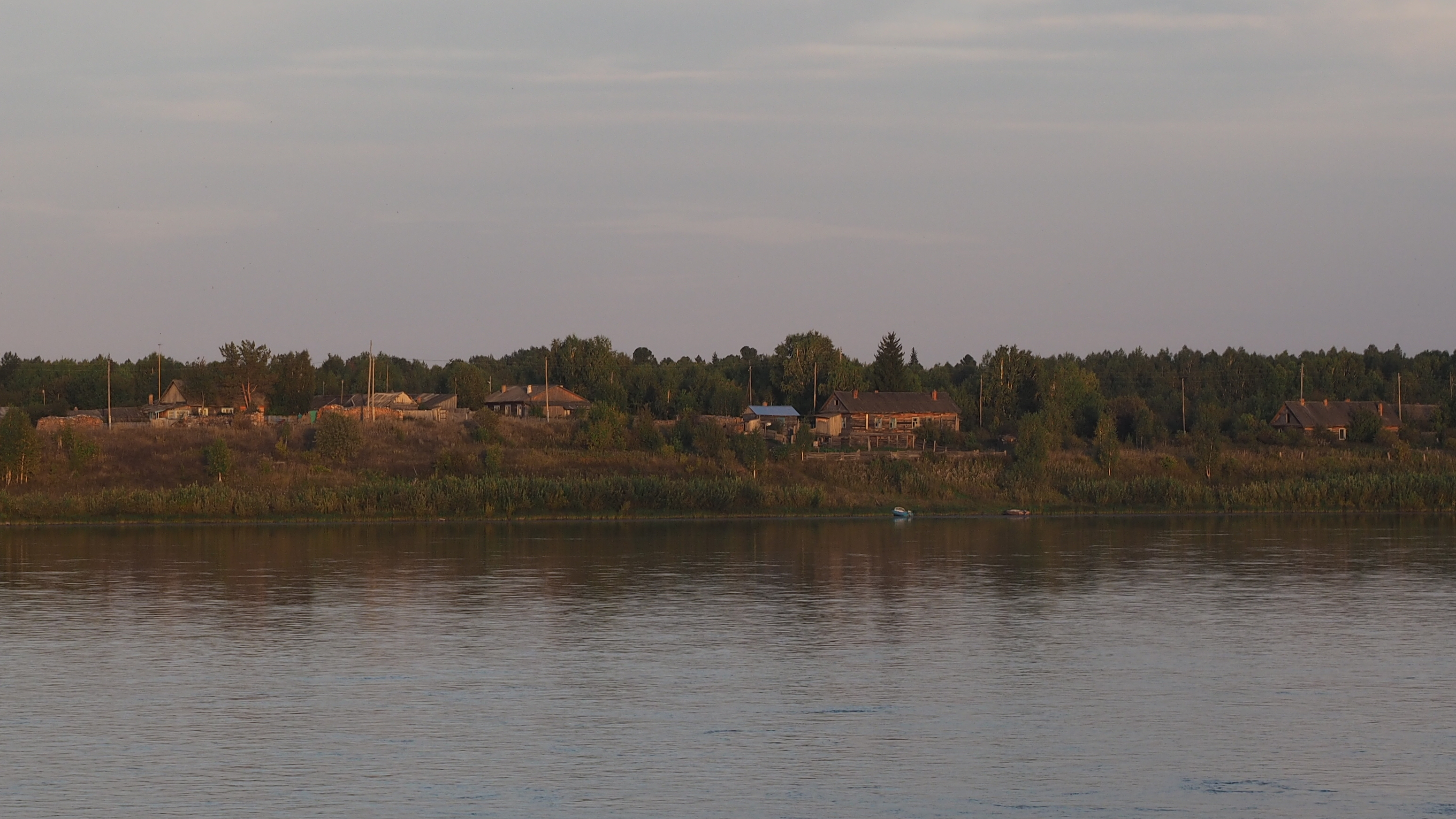
Вид на село Захаровка с Енисея

## Местное самоуправление
Захаровский сельский Совет депутатов
Дата избрания: 14.03.2010. Срок полномочий: 5 лет. Количество депутатов:  7
Глава муниципального образования
- Розе Тамара Аркадьевна. Дата избрания: 14.03.2010. Срок полномочий: 5 лет